# Leonhard Bauer (Volkswirt)
Leonhard Bauer (* 1940 in Wien; † 2020) war ein österreichischer Professor für Volkswirtschaftslehre.
Bauer studierte an der Hochschule für Welthandel in Wien mit Abschluss Diplom-Kaufmann und arbeitete zunächst in der Industrie und bei einer Bank. Er wurde 1966 Assistent am Institut für Höhere Studien in Wien. 1976 folgte die erste Ernennung zum außerordentlichen Professor und 1984 wurde er Ordinarius für Volkswirtschaftslehre und Politische Ökonomie an der Wirtschaftsuniversität Wien. Zu seinen Forschungsschwerpunkten zählt die Ökonomik der Neuzeit sowie Sigmund Freuds Psychologie und deren Auswirkungen auf das ökonomische Denken. Bauer starb im Herbst 2020 an den Folgen einer COVID-19 Infektion.

## Ehrungen und Auszeichnungen
- 1973: Kardinal-Innitzer-Förderungspreis für Sozial- und Wirtschaftswissenschaften

## Schriften
- Leonhard Bauer, Herbert Matis: Die Geburt der Neuzeit. Vom Feudalismus zur Marktgesellschaft. dtv-Verlag, München 1988, ISBN 3-423-04466-7.
- Leonhard Bauer, Klaus Hamberger: Gesellschaft denken: Eine erkenntnistheoretische Standortbestimmung der Sozialwissenschaften. Springer, Wien/New York 2002, ISBN 3-211-83733-7.
- Leonhard Bauer: Wissenschaftstheoretische Überlegungen zu Grundannahmen der Nationalökonomie, insbesondere des mikroökonomischen Ansatzes. Duncker und Humblot, Berlin 1969, ISBN 978-3-428-01777-5.